# 穂積町
穂積町（ほづみちょう）は、岐阜県本巣郡にあった町である。2003年5月1日に巣南町と合併して瑞穂市になった。

## 地理
岐阜県西部、本巣郡の南端に位置する。濃尾平野の一部で山はない。
東の境に長良川が北から南に流れる。その他11の河川が町を南北に貫流する。古くから洪水に悩まされ五六輪中・河渡輪中などが形成されたが、20世紀末には治水により水害はおさまった。
年平均気温は15.5度、1月平均が4.3度、8月平均が27.5度、年間降水量は1915mm（いずれも1971年から2000年の平均）

## 地名
2003年時点
- 馬場
- 馬場前畑町
- 馬場上光町
- 馬場春雨町
- 馬場小城町
- 馬場北町
- 生津
- 生津滝坪町
- 生津内宮町
- 生津外宮東町
- 生津外宮前町
- 生津天王町
- 生津天王東町
- 大字本田
- 大字只越
- 大字別府
- 大字穂積
- 大字稲里
- 十九条
- 牛牧
- 宝江
- 野田新田
- 野白新田
- 祖父江
- 東結

## 隣接していた自治体
- 北方町 - 岐阜市 - 墨俣町（現在は大垣市の一部） - 安八町 - 巣南町（現在は瑞穂市の一部） - 真正町（現在は本巣市の一部）

## 歴史
- 1897年（明治30年）4月1日 - 穂積村、別府村、稲里村が合併し、穂積村が発足。
- 1948年（昭和23年）10月1日 - 穂積村が町制施行、穂積町となる。
- 1954年（昭和29年）11月3日 - 穂積町、本田村、牛牧村、生津村の一部（馬場、生津）の新設合併により、改めて穂積町が発足する[1]。
- 1957年（昭和32年）7月1日 - 巣南村の一部（宝江）を編入[2]。
- 1965年（昭和40年）10月25日 - 昭和天皇、香淳皇后が第20回国民体育大会に合わせて県内を行幸啓。穂積町営バレーボールコートなどを訪問[3]。
- 2001年（平成13年）6月1日 - 穂積町宝江と安八町東結との間で境界を変更[4]。
- 2003年（平成15年）5月1日 - 巣南町と合併し瑞穂市が発足。同日穂積町廃止[4]。

## 行政・議会

### 町長
1954年11月3日に合併により穂積町が発足すると、旧穂積町長の松野友が町長職務執行者に就いた。12月11日に町長選挙が執行されたが、松野友の無投票当選となった。旧本田村長と旧牛牧村長は参与となっている。
1958年の町長選挙では松野友と小田俊与が立候補したが、松野友が圧勝した。その後の1962年、1966年、1970年の町長選挙では松野友の無投票当選となっている。1966年には「六選反対」だったが、町内会や町議会の声を受けて立候補したと語っている。
1974年の町長選挙でも長期にわたる多選を理由に松野友が一度立候補を辞退した。しかし、衆議院議員の大野明、野田卯一や岐阜県知事の平野三郎、岐阜県議会議員らが反松野を掲げて穂積町助役を擁立すると、夫で衆議院議員の幸泰の意向により松野友も立候補した。選挙戦の末、松野友が当選した。この後松野友はしばらく助役を任命しなかった。
1978年の町長選挙では建設会社社長に対し、松野友が圧勝した。
1982年の町長選挙では保守系無所属の松野友に対し日本社会党が西岡一成を擁立し、穂積町長選挙で初の保革一騎打ちとなった。1982年、1986年と大差をつけて松野友が当選した。
穂積町開発公社の不正土地取引の責任を取って1990年7月に松野友が辞任し、保守系が擁立した元町総務課長の松野文司と不正を追及してきた前町議会議員の西岡一成が選挙戦を繰り広げた。松野文司は1974年の町長選挙で松野友の対立候補についたとされ、同じ保守派でも松野友やその親族と距離を置いた候補として擁立された。このことと町内での保守派の根強さが相まって松野文司が当選した。投票率は63.03%と、無風選挙であった1958年の58.54%に次いで低かった。保守系の一部が棄権したことや町外出身者が帰省していたことが理由とされる。
1994年の町長選挙では松野文司が健康上の理由から立候補しないことを決めた。松野友の長男の松野幸信と、松野文司に後継者として指名された候補が立候補し、接戦の末松野幸信が当選した。投票率は57.28%。
1998年の町長選挙では松野幸信の対立候補は現れず、無投票当選となった。
2002年の町長選挙では、合併を推進する松野幸信と、合併をはじめとする町政について住民への説明や聞き取りが足りないと訴える候補が争った。松野幸信が当選したが、投票率は47.59%と穂積町長選挙で最低となり、有権者総数に占める得票数の割合は約27%にとどまった。
その後、松野幸信は2003年の合併により発足した瑞穂市の市長選挙に立候補して当選し、2007年の市長選挙で敗れるまで務めた。

#### 町長一覧
- 松野友：1954年11月3日 - 1990年7月5日
- 松野文司：1990年8月12日 - 1994年8月11日
- 松野幸信：1994年8月12日 - 2003年5月1日

### 町議会
2003年時点の議員定数は20人であった。
1954年11月の合併直後は旧町村の議員をそのまま引き継ぎ、任期を1955年5月31日まで、定数を旧町村の議員定数の合計である48人とした。5月12日に執行された初めの町議会議員選挙では、定数を地方自治法に基づいて22人とし、旧町村域を基にした小選挙区制を導入して人口比などによって割り振った。
小選挙区制故に1971年までの町議会議員選挙では保守系無所属の候補者しかいなかった。1974年の町長選挙後、議会の監視機能を高めるため大選挙区制に切り替えられたが、1975年の町議会議員選挙が行われたのみで、1978年に再度小選挙区制に変更された。1979年から1990年にかけて住民による小選挙区制撤廃を求める直接請求が5回行われたが、いずれも町議会で否決されている。その後、松野文司町長の下で選挙区改正が行われた。巣南町と合併後の瑞穂市議会議員選挙は大選挙区制で行われている。
議員定数は1998年に22人から20人へ削減された。16人への削減を求める直接請求をきっかけに審議が行われ、別に現行維持を求める請願が出される中で決まった。

### 職員
2002年時点の職員数は253人であった。

### 消防
1970年（昭和45年）2月5日未明に名古屋紡績穂積工場から出火し、工場1棟が焼失した。この火事などをきっかけに1972年から消防事務を岐阜市消防本部に委託していた。
2003年の巣南町との合併後も旧穂積町域は岐阜市消防本部への委託、旧巣南町域は本巣消防事務組合の管轄としていたが、2008年に瑞穂市全域を岐阜市消防本部への委託とした。

## 経済

### 産業
元は稲作中心の農村で、2000年には面積の31%が農地であった。岐阜市、大垣市に近く、両市に対する鉄道・道路の交通の便が良いため、1960年代から通勤者の住宅が増え続けた。町の商工業も発達した。

### 産業別就業人口
| 産業                         | 1980年 | 2000年 |
| 総計                         | 11139  | 17693  |
| ---------------------------- | ------ | ------ |
| 第一次産業                   | 479    | 247    |
| 農業                         | 471    | 245    |
| 林業                         | 7      | 2      |
| 漁業                         | 1      | 0      |
| 第二次産業                   | 5106   | 6576   |
| 鉱業                         | 42     | 19     |
| 建設業                       | 1084   | 1980   |
| 製造業                       | 3980   | 4577   |
| 第三次産業                   | 5551   | 10860  |
| 電気・ガス・熱供給・水道業   | 56     | 59     |
| 運輸・通信業                 | 707    | 1221   |
| 卸売・小売・飲食店           | 2276   | 3916   |
| 金融・保険業                 | 305    | 555    |
| 不動産業                     | 53     | 128    |
| サービス業                   | 1690   | 4445   |
| 公務（他に分類されないもの） | 464    | 536    |
| 分類不能の産業               | 3      | 10     |

## 教育

### 中学校
- 穂積中学校
- 穂積北中学校

### 小学校
- 穂積小学校
- 本田小学校
- 牛牧小学校
- 生津小学校

## 交通
鉄道と道路が東西南北に通じ、至便である。東の岐阜市、西の大垣市のちょうど中間にあたる。

### 鉄道
- 東海道本線 穂積駅
- 樽見鉄道樽見線 十九条駅

### 道路
江戸時代には中山道が町域の北部を通り、近代以降は国道21号が南部を通った。
高速道路
- 町内に高速道路はなし。

一般国道
- 国道21号岐大バイパス - 町を東西に走り、東は岐阜市に接続し、西は巣南町を通って大垣市に通じる。

主要地方道
- 岐阜県道23号北方多度線
- 岐阜県道92号岐阜巣南大野線

一般県道
- 岐阜県道163号墨俣合渡岐阜線
- 岐阜県道171号美江寺西結線
- 岐阜県道172号牛牧墨俣線
- 岐阜県道188号穂積停車場線
- 岐阜県道204号穂積巣南線

## 出身有名人
- 松野幸泰 - 元岐阜県知事、元衆議院議員
- 豊田穣 - 作家
- タカ・ヒロセ - ロックバンド「フィーダー」のベーシスト
- 新井祐子 - フェンシング選手